# And Then There Were None (groupe)
Pour les articles homonymes, voir And Then There Were None.
And Then There Were None est un groupe de rock américain, originaire de Salem, dans le New Hampshire. Ils comptent un album indépendant avant la sortie de leur premier album, Who Speaks for Planet Earth?, on Tooth and Nail Records en 2009. Ce dernier atteint le classement des Billboard Christian Albums.

## Biographie
And Then There Were None est formé en 2003 comme groupe de metalcore, et tourne aux États-Unis, en soutien à leur premier EP, 6,000 tries. Le groupe aurait choisi le titre de l'album en naviguant sur le site web sparknotes.com. es membres de And Then There Were None aimaient l'idée.
En 2007, ils transitent du metal avec des éléments d'electronica. De nouveaux membres se joignent au groupe pour faire évoluer la dynamique. Ainsi, des éléments de dance peuvent être entendus.
Ils signent avec le label Tooth and Nail Records en 2008 et publient le single Reinventing Robert Cohn en janvier 2009. Leur premier album, Who Speaks for Planet Earth?, est publié le 24 février la même année. Il atteint la 16e place du classement Billboard Christian Albums, et la 14 des Heatseekers. Puis en décembre 2009, le groupe publie un copie numérique de Thank the Watchmaker en version acoustique.
Dès 2010, le groupe met un terme aux activités du groupe. Le 1er juillet 2011, Tooth and Nail Records annonce que Matt Rhoades et Sarah Graziani ont formé un nouveau groupe de dance-pop appelé Young London. Young London sort deux singles, Let Me Go et Celebrity et publie un premier album le 10 janvier 2012.
Rhoades et Graziani mettent un terme aux activités de Young London et forment un groupe de new wave rock, Contact, en 2014.

## Membres

### Derniers membres
- Matt Rhoades - chant, programmation
- Nick Massahos - guitare
- Sean Sweeney - guitare
- Ryan Manning - batterie
- Matt McCommish - claviers, programmation

### Anciens membres
- Chris Gagne - chant
- Mike Moderski - basse
- J. Sjostrom - guitare
- Derrick Flanagin - batterie
- Nick Kane Miskell - basse
- Jeffrey Michael Cheever - chant

## Discographie
- 2005 : The Green - EP
- 2006 : The Hope We Forgot Exists
- 2009 : Who Speaks for Planet Earth?
- 2016 : Metal EP Coming Soon